# Holger Boche
Holger Boche (* 25. Dezember 1966 in Schwedt/Oder) ist ein deutscher Ingenieur, Mathematiker und Hochschullehrer.
Boche absolvierte zunächst eine Ausbildung zum Mess-, Steuerungs- und Regelungstechniker im VEB Mineralölwerk Lützkendorf. Anschließend studierte er an der TU Dresden Informationstechnik und Mathematik. 1994 promovierte er an der Fakultät Elektrotechnik und Informationstechnik. 1998 erfolgte eine zweite Promotion im Fachbereich Mathematik der Technischen Universität Berlin.
Von 2002 bis 2010 war Boche Professor für Mobilkommunikation an der TU Berlin und seit 2004 Leiter des Fraunhofer-Instituts für Nachrichtentechnik in Berlin. 2008 wurde er in die Leopoldina aufgenommen, 2009 in die Berlin-Brandenburgische Akademie der Wissenschaften. Er ist zudem Mitglied der Deutschen Akademie der Technikwissenschaften (Acatech). Seit Oktober 2010 ist Boche Professor für Theoretische Informationstechnik an der Fakultät für Elektrotechnik und Informationstechnik der TU München.

## Auszeichnungen
- 2003: Forschungspreis Technische Kommunikation
- 2007: Johann-Philipp-Reis-Preis
- 2008: Gottfried-Wilhelm-Leibniz-Preis[4]
- 2011: IEEE Fellow[5]